# KRI Nanggala (402)
KRI Nanggala (402) (hay còn được biết với tên Nanggala II) là một tàu ngầm của Hải quân Indonesia, một trong hai chiếc  tàu ngầm tấn công chạy bằng động cơ diesel-điện dạng 209/1300   lớp Cakra. Nanggala được đặt hàng vào năm 1977, hạ thủy vào năm 1980 và đưa vào hoạt động năm 1981. Tàu đã tiến hành các hoạt động thu thập thông tin tình báo ở Ấn Độ Dương và các vùng xung quanh Đông Timor và Bắc Kalimantan. Tàu tham gia cuộc tập trận hải quân quốc tế Hợp tác Sẵn sàng và Huấn luyện và đã thực hiện bài tập vượt qua với USS Oklahoma City. Năm 2012, tàu đã trải qua một đợt tái sửa chữa lớn.
Ngày 21 tháng 4 năm 2021, Nanggala mất tích sau khi mất liên lạc với nhân viên trên mặt nước. Tàu đang trong một cuộc tập trận phóng ngư lôi ở vùng biển phía bắc Bali và đã bắn một quả ngư lôi SUT trước khi mất tích. Hải quân ước tính tàu ngầm chỉ đủ oxy trong khoảng ba ngày, nhiều tàu bè từ Indonesia cũng như quốc tế đã tham gia tìm kiếm Nanggala.
Ba ngày sau, vào ngày 24 tháng 4, hải quân tuyên bố Nanggala đã bị chìm sau khi phát hiện các mảnh vỡ của tàu ngầm được tìm thấy trên mặt nước. Cảnh sát trưởng Hải quân Yudo Margono công bố một bản quét cho thấy tàu ngầm đang nằm ở độ sâu 850 m (2.800 ft). Theo báo cáo, 53 thủy thủ đã thiệt mạng là con số thương vong lớn nhất của một tàu ngầm từ khi tàu ngầm Trung Quốc Changcheng 361 bị trục trặc vào tháng 4 năm 2003.

## Tên
Con tàu được đặt tên theo Nanggala, một cây giáo thần ngắn và mạnh mẽ với các cạnh nhọn thuộc sở hữu của Prabu Baladewa, một nhân vật lặp lại trong nhà hát múa rối wayang. Hình cây giáo này được mô tả trên huy hiệu của chiếc tàu ngầm.

## Lịch sử
KRI Nanggala được đặt hàng vào ngày 2 tháng 4 năm 1977. Con tàu được thiết kế bởi Ingenieurkontor Lübeck của Lübeck, được đóng bởi Howaldtswerke-Deutsche Werft của Kiel, và được bán bởi Ferrostaal của Essen - tất cả cùng hoạt động như một consortium Tây Đức. Con tàu được đặt ki tháng 3 năm 1978 và đóng xxong ngày 6 tháng 7 năm 1981. Nanggalalần đầu tiên được trình diễn trước công chúng vào ngày kỷ niệm 36 năm Lực lượng vũ trang vào ngày 5 tháng 10 năm 1981, và được đưa vào biên chế bởi Bộ trưởng Bộ Quốc phòng và An ninh Tướng M. Jusuf.  The two  submarine lớp Cakras, KRI Cakra và Nanggala, là những tàu ngầm hoạt động duy nhất của Hải quân Indonesia trong vài thập kỷ, giữa thời điểm ngừng hoạt động của Bản mẫu:KRI năm 1994 và đưa tàu Bản mẫu:KRI vào biên chế năm 2017.
Nanggala đã trải qua một đợt sửa chữa lớn tại Howaldtswerke và được hoàn thành vào năm 1989. Khoảng hai thập kỷ sau, con tàu đã được tân trang lại toàn bộ trong hai năm ở Hàn Quốc và được hoàn thành vào tháng 2 năm 2012, trong đó phần lớn cấu trúc phía trên của nó được thay thế và vũ khí, sonar, radar, điều khiển chiến đấu và động cơ đẩy của nó. hệ thống đã được cập nhật. Sau khi được trang bị lại, Nanggala có khả năng bắn 4 ngư lôi cùng lúc vào 4 mục tiêu khác nhau và phóng các tên lửa chống hạm như Exocet hoặc Harpoon. Độ sâu lặn an toàn của cô được tăng lên 257 mét, và tốc độ tối đa của cô được tăng từ 21,5 hải lý / giờ (39,8 km/h) lên 25 hải lý/giờ (46 km/h).

## Mất tích tháng 4 năm 2021
Vào ngày 21 tháng 4 năm 2021, Thống chế Không quân Hadi Tjahjanto, Tư lệnh Lực lượng Vũ trang Quốc gia Indonesia, báo cáo rằng Nanggala được cho là đã biến mất trong vùng biển cách Bali khoảng 95 km (51 hải lý) về phía bắc. Người phát ngôn của Hải quân Indonesia tuyên bố rằng Nanggala đã tiến hành một cuộc tập trận phóng ngư lôi, nhưng không báo cáo được kết quả như mong đợi. Hải quân nói rằng Nanggala đã yêu cầu được phép lặn để thực hiện bắn ngư lôi SUT lúc 03:00 WIB (20:00 UTC, ngày 20 tháng 4). Khoảng một giờ sau khi lặn sâu xuống, con tàu mất liên lạc với các nhân viên trên mặt nước. Tjahjanto nói rằng họ đã mất liên lạc với tàu ngầm lúc 04:30 sáng hôm đó. Lực lượng hải quân sau đó đã gửi một cuộc gọi khẩn cấp đến Văn phòng liên lạc cứu hộ và thoát hiểm tàu ngầm quốc tế để báo cáo rằng con tàu đã mất tích và có lẽ đã bị đánh chìm. Hải quân tuyên bố rằng có thể Nanggala đã trải qua sự cố mất điện trước khi rơi xuống độ sâu 600–700 m.
Có 53 người bên trong tàu ngầm vào thời điểm mất tích. Tàu này được cho là đã ở trong vùng nước sâu khoảng 700m. Lượng oxy trên tàu đủ cung cấp cho những người trên tàu 1 ngày sau khi mất liên lạc.
Hải quân Indonesia cho biết, "Có thể trong quá trình lặn tĩnh đã xảy ra sự cố mất điện, khiến con tàu mất kiểm soát và không thể thực hiện các thủ tục khẩn cấp, sau đó chìm xuống độ sâu 600 - 700m".

### Phát hiện
Vào ngày 24 tháng 4 năm 2021, Hải quân Indonesia thông báo tìm thấy các mảnh vỡ, bao gồm một bộ phận liên quan đến ống phóng ngư lôi, chất cách điện ống làm mát, một chai chứa mỡ kính tiềm vọng và các thảm cầu nguyện.  Vì mảnh vỡ được tìm thấy trong vòng 10 hải lý kể từ điểm tiếp xúc cuối cùng và không có tàu thuyền nào khác được cho là ở trong khu vực, mảnh vỡ được cho là đến từ tàu ngầm và người ta tuyên bố Nanggala đã bị chìm.  Yudo Margono tuyên bố rằng một lần quét sonar đã cho thấy chiếc tàu ngầm ở độ sâu 850 m (2.800 ft), trong khi Độ sâu tối đa của nó được cho là 500 m (1.600 ft).
Vào ngày 25 tháng 4 năm 2021, sau khi quét sonar và từ kế chính xác hơn bởi  Rigel , Hải quân Indonesia xác nhận rằng tất cả 53 thủy thủ trên tàu đã thiệt mạng. Quá trình quét dưới nước đã xác định được các bộ phận của tàu ngầm, bao gồm bánh lái, các bộ phận bên ngoài của thân tàu chịu áp lực, máy bay lặn, mỏ neo và các vật dụng linh tinh khác chẳng hạn như bộ thoát hiểm tàu ngầm MK11 Thiết bị lặn thoát hiểm trên tàu ngầm. ROV từ Swift Rescue cũng đã liên lạc trực quan với xác tàu và xác định rằng con tàu ngầm đã tách thành ba phần. Mãnh vở ở độ sâu 838 m (2.749 ft) tại tọa độ 7°48′56″N 114°51′20″Đ / 7,81556°N 114,85556°Đ.